# Lijst van forten
Hieronder staat een lijst van forten.

## België

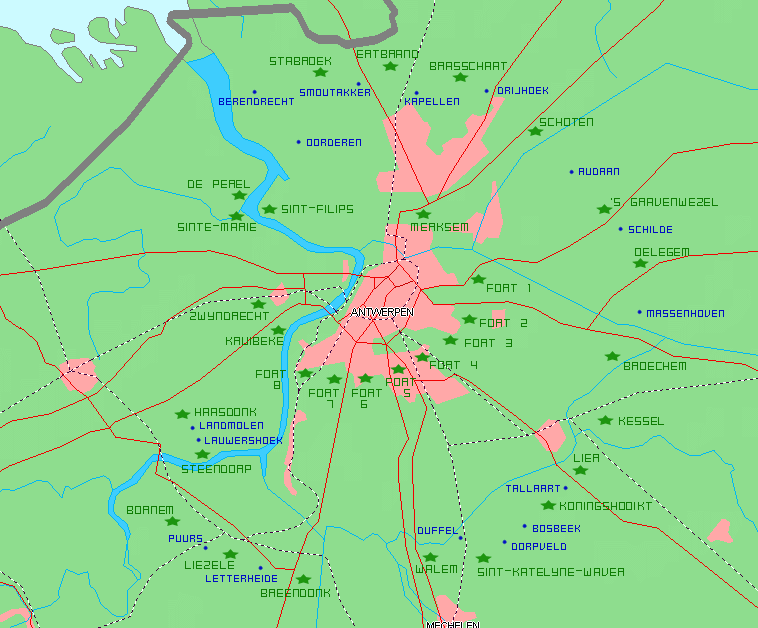
Forten rond Antwerpen (groen zijn forten, blauw zijn redoutes of schansen)

### Vesting Antwerpen
- Veiligheidsomwalling Antwerpen
- Hoofdweerstandstelling Antwerpen

#### Wetten van1851
- Fortje 1 1851
- Fortje 2 1851
- Fortje 3 1851
- Fortje 4 1851, in 1900 bouwde men hier het Militair Hospitaal en Arsenaal
- Fortje 5 1851
- Fortje 6 1851
- Fortje 7 1851
- Noordkasteel 1862

#### Wetten van1859
- Fort 1, 1865 (Wijnegem)
- Fort 2, 1865 (Wommelgem)
- Fort 3, 1865 (Borsbeek)
- Fort 4, 1865 (Mortsel)
- Fort 5, 1865 (Edegem)
- Fort 6, 1865 (Wilrijk)
- Fort 7, 1865 (Wilrijk)
- Fort 8, 1865 (Hoboken)

#### Wetten van1870
- Fort van Merksem 1870
- Fort van Zwijndrecht 1870
- Fort van Kruibeke 1870
- Fort Sint-Filips 1870
- Fort Sint-Marie 1870
- Fort De Perel 1870

#### Sperforten1877-1883
- Fort van Walem 1877
- Fort van Lier 1877
- Fort van Steendorp 1882
- Fort van Schoten 1883

#### Redoutes1883-1893
- Redoute van Duffel 1883
- Redoute van Oorderen 1886
- Redoute van Berendrecht 1886
- Redoute van Kapellen 1893

#### Wetten van1906

##### 1ste orde met gedetacheerde reverscaponniere
- Fort van Sint-Katelijne-Waver 1902
- Fort van 's Gravenwezel 1906

##### 2de orde met gedetacheerde reverscaponniere
- Fort van Stabroek 1902

##### 2de orde met aangehechte revercaponniere
- Fort van Brasschaat 1906
- Fort van Kessel 1906

##### 1ste orde met samengevoegde caponnieres
- Fort van Oelegem 1906
- Fort van Koningshooikt 1906

##### 2de orde met samengevoegde caponnieres
- Fort van Ertbrand 1906
- Fort van Broechem 1906
- Fort van Breendonk 1906
- Fort van Liezele 1906
- Fort van Haasdonk 1906

##### 2de orde met koepels op de capponnieres
- Fort van Bornem 1906

##### Schansen
- Redoute van Smoutakker 1906
- Redoute van Drijhoek 1906
- Redoute van Audaan 1906
- Redoute van Schilde 1906
- Redoute van Massenhoven 1906
- Redoute van Tallaart 1906
- Redoute van Letterheide 1906
- Redoute van Puurs 1906
- Redoute van Lauwershoek 1906
- Redoute van Landmolen 1906
- Schansen I tot XVIII en Scheldebatterij 1907

##### Halve schansen
- Schans van Bosbeek 1906
- Schans van Dorpveld 1906

### Vlaams-Brabant
- KW-stelling (Koningshooikt-Waver)

Diest
- Stadsomwalling
- Citadel
- Fort Leopold

Leuven
- Stadsomwalling

### Oost-Vlaanderen
Oudenaarde
- Kezelfort
- Stadsomwalling

### West-Vlaanderen

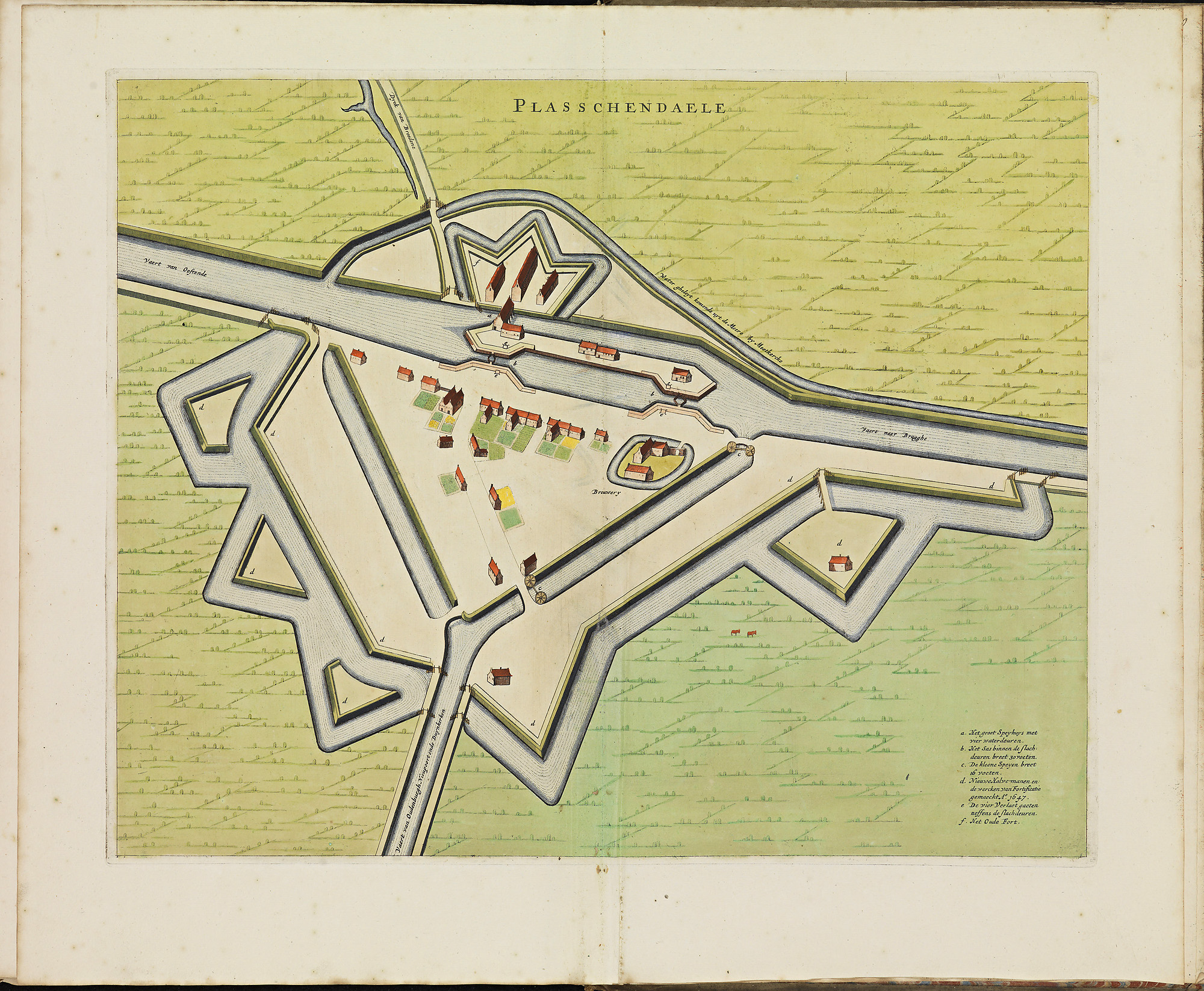
Plattegrond van Plassendale in het stedenboek van Frederik de Wit (1698)

- Fort Hazegras
- Fort St Paul (verdwenen)

Brugge
- Stadsomwalling
- Fort van Beieren

Damme
- Stadsbastion
- Oude fort van Damme

Lo-Reninge
- Fort Knokke

Middelkerke
- Fort van Nieuwendamme

Oostende
- Fort Plassendale
- Fort Sint-Catharina
- Fort Napoleon
- Fort Wellington
- Koninklijk Fort
- Atlantische Wal
  - Batterij Halve Maan
  - Batterij Hundius

Raversijde
- Atlantische Wal

### Brussels Hoofdstedelijk Gewest
- Eerste stadsomwalling
- Tweede stadsomwalling
- Fort Monterey (afgebroken)

### Waals-Brabant
- KW-stelling (Koningshooikt-Waver)

### Luik
- Stadsversterking Luik, zie Forten rond Luik
  - Fort Barchon
  - Fort Évegnée
  - Fort Fléron
  - Fort Chaudfontaine
  - Fort Embourg
  - Fort Boncelles
  - Fort Flémalle
  - Fort Hollogne
  - Fort Loncin
  - Fort Lantin
  - Fort Liers
  - Fort Pontisse
- Twee oudere forten nabij het centrum van Luik, werden ook tot het geheel gerekend:
  - Citadel van Luik
  - Fort de la Chartreuse
- Forten van vóór de Tweede Wereldoorlog:
  - Fort Eben-Emael
  - Fort Aubin-Neufchâteau
  - Fort Battice
  - Fort Tancrémont (of Pepinster)
  - Fort Sougné-Remouchamps
- Fort van Hoei

### Namen
Gembloers
- Stadsversterking

Namen (stad)
- Citadel van Namen

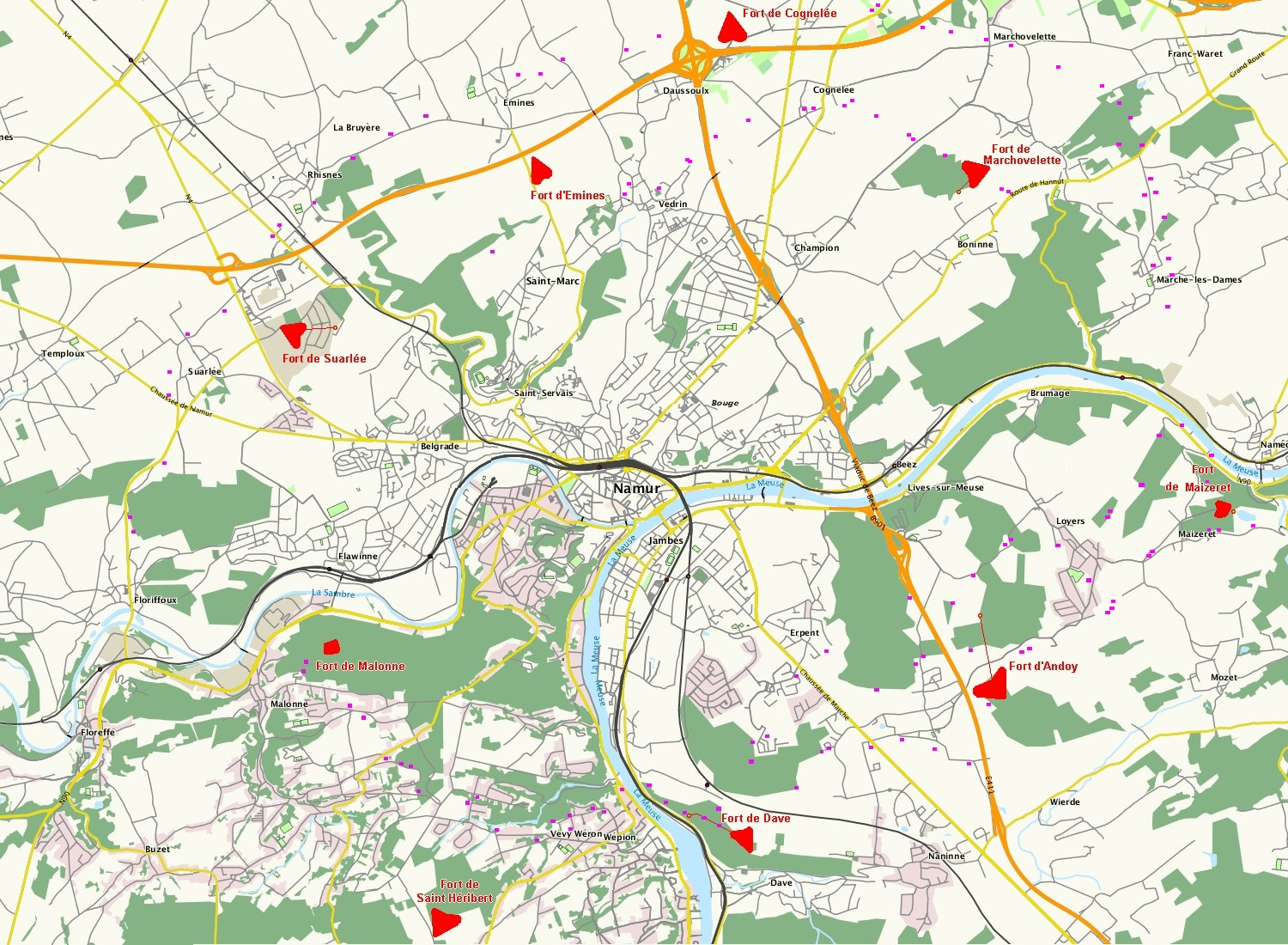
Forten rond Namen (rood zijn forten, paars zijn de bunkers)

- Versterkte positie van Namen (1870-1914)
  - Fort de Maizeret
  - Fort d’Andoy
  - Fort de Dave
  - Fort de Saint Héribert
  - Fort de Malonne
  - Fort de Suarlée
  - Fort d’Émines
  - Fort de Cognelée
  - Fort de Marchovelette
- Citadel, Dinant

## Cuba
- Castillo de Atarés
- Castillo de la Real Fuerza
- Castillo de los Tres Reyes Magos del Morro
- Fortaleza de San Carlos de la Cabaña
- Castillo San Salvador de la Punta

## Dominicaanse Republiek
- Fort Resoli
- Fort Santo Tomas
- Fortaleza Ozama
- Puerta de la Misericordia
- Puerta del Conde

## Duitsland
- Fort Ehrenbreitstein
- Fort Königstein

## Finland
- Bomarsund

## Frankrijk

### Maginotlinie
Voor publiek geopende werken in het noordoosten:
- Ouvrage La Ferté
- Ouvrage Fermont
- Ouvrage Bois du Four
- Ouvrage Bois Karre
- Abri du Bois de Cattenom
- Ouvrage Galgenberg
- Ouvrage Immerhof
- Ouvrage Hackenberg
- Ouvrage Michelsberg
- Ouvrage Bousse of Fort au fresques
- Ouvrage Bambesch
- Ouvrage Rohrbach of Fort Casso
- Ouvrage Simserhof
- Ouvrage Four à Chaux
- Ouvrage Schoenenbourg

Voor het publiek geopende werken in de Alpen
- Ouvrage Saint-Gobain
- Ouvrage Roche-la-Croix
- Ouvrage Haut de Saint-Ours
- Ouvrage Frassinéa
- Ouvrage L'Agaisen
- Ouvrage Saint-Roch
- Ouvrage Le Barbonnet
- Ouvrage Sainte-Agnes

## Griekenland
- Nieuwe Vesting
- Oude Vesting

## Haïti
- Citadel Laferrière
- Fort de Rocher

## Letland
- Daugavgrīva
- Fort van Daugavpils

## Malta
- Fort Chambray
- Fort Manoel
- Fort Sint-Angelo
- Fort Sint-Elmo
- Fort Sint-Michael

## Mexico
- Chapultepec
- Presidio
- San Juan de Ulúa

## Nederland

### Onderdeel van deStelling van Amsterdam
- Fort bij Edam
- Fort bij Kwadijk
- Fort benoorden Purmerend
- Fort aan de Nekkerweg
- Fort aan de Middenweg
- Fort aan de Jisperweg
- Fort bij Spijkerboor
- Fort bij Marken-Binnen
- Fort bij Krommeniedijk
- Fort aan den Ham
- Fort bij Veldhuis
- Fort aan de St. Aagtendijk
- Fort Zuidwijkermeer
- Fort bij Velsen
- Fort bij IJmuiden
- Fort benoorden Spaarndam
- Fort bezuiden Spaarndam
- Fort bij Penningsveer
- Fort bij de Liebrug
- Fort aan de Liede
- Fort bij Vijfhuizen
- Batterij aan de IJweg
- Fort bij Hoofddorp
- Batterij aan de Sloterweg
- Fort bij Aalsmeer
- Fort bij Kudelstaart
- Fort bij De Kwakel
- Fort aan de Drecht
- Fort bij Uithoorn
- Fort Waver-Amstel
- Fort in de Botshol
- Fort aan de Winkel
- Fort bij Abcoude
- Fort bij Nigtevecht
- Fort bij Hinderdam
- Fort Uitermeer
- Vesting Weesp
- Vesting Muiden (met Westbatterij en Muizenfort)
- Kustbatterij bij Diemerdam
- Fort aan het Pampus (zie ook Stelling van Amsterdam)
- Kustbatterij bij Durgerdam
- Fort bij Muiderberg

### Onderdeel van deStelling van Den Helder
- Fort Dirks Admiraal
- Fort Erfprins
- Fort Harssens
- Fort Kijkduin
- Fort Oostoever
- Fort Westoever

### Onderdeel van deNieuwe Hollandse Waterlinie
- Fort aan de Klop
- Fort Nieuwersluis
- Fort op de Voordorpse Dijk
- Fort bij Vechten
- Fort het Hemeltje
- Fort Honswijk
- Fort bij Rijnauwen
- Vesting Naarden
- Fort werk 4

### Overige forten in Nederland
- De Engelse Schans 1627
- Schans op de Diemerdijk bij Diemen
- Schans Spinola bij Terheijden
- Fort aan den Hoek van Holland
- Fort Asperen
- Fort Bovensluis Willemstad
- Fort Buitensluis Numansdorp
- Fort bij de Nieuwe Steeg (GeoFort)
- Fort De grote Rape
- Fort de Hel Willemstad/Helwijk
- Fort de Ruyter
- Fort De Roovere
- Fort de Schans met Redoute en Lunet bij Oudeschild op Texel
- Fort Ellewoutsdijk
- Fort Frederik Hendrik
- Havenfort
- Fort Henricus
- Fort Isabella
- Kloosterschans Bredevoort
- Fort Nassau
- Fort Noordijk (Hellevoetsluis)
- Fort Moermont
- Fort Moerschans
- Fort Pannerden
- Fort Penserdijk (Westvoorne)
- Fort Pinssen
- Fort Prins Frederik bij Ooltgensplaat
- Fort Rammekens
- Fort Sabina Henrica Willemstad/Heijningen
- Fort Sint Pieter (Maastricht)
- Fort Vuren
- Fort Westervoort bij Arnhem
- Fort Wierickerschans bij Bodegraven
- Fort Willem I (Maastricht)
- Fort Willem I (Breskens)
- Fort Zandberg
- Redoute Orange (Bredevoort) (verdwenen)

### Forten inNieuw-Nederland
- Fort Amsterdam
- Fort Nassau (Noortrivier)
- Fort Oranje
- Fort Nassau (Zuydtrivier)
- Fort Goede Hoop
- Fort Casimir
- Fort Altena
- Fort Wilhelmus
- Fort Beversreede
- Fort Nya Korsholm

### Forten inNieuw-Holland(Brazilië)
- Fort De Bruyn
- Fort Driehoek (ook: Kijk in de Pot of Fort Waerdenburg)
- Fort Frederik Hendrik (ook: Trotsch den Duyvel of Vijfhoeck)
- Fort Ghijsselingh
- Fort Oranje
- Fort Schoonenborch

## Noorwegen
- Akershus
- Bergenhus
- Fort Oscarsborg
- Sverresborg
- Vardøhus

## Sao Tomé en Principe
- Forte de São Sebastião

## Servië
- Fort van Bač
- Fort van Petrovaradin

## Slovenië
- Kluže

## Spanje
- Alcázar van Segovia
- Alcázar van Toledo
- Castell de Sant Ferran
- Fort van Bernia
- Kasteel van Montjuïc

## Suriname
- Fort Zeelandia
- Fort Sommelsdijk
- Fort Nieuw-Amsterdam

## Verenigd Koninkrijk
- Fort Charlotte
- Fort George
- Hackness Martello Tower and Battery